# Geomorfologia i hydrologia Wisły w Warszawie

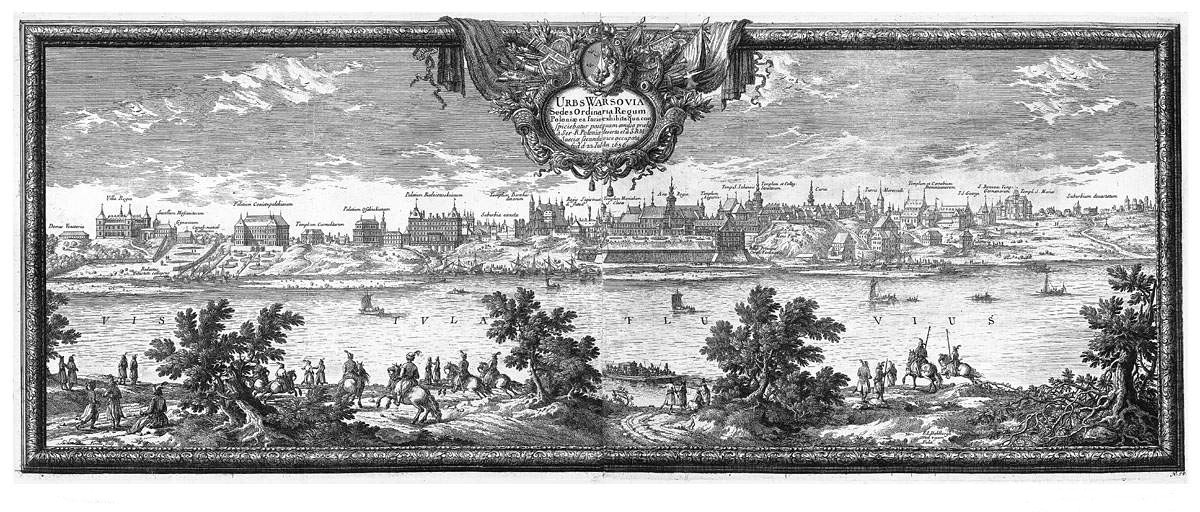
Miasto Warszawa, Nicolas Pérelle, 1696
Na pierwszym planie Wisła, dalej skarpa warszawska.

Wisła w Warszawie płynie przez całą długość miasta, na odcinku około 31 km, lewą (zachodnią) stroną Doliny Wisły położonej pomiędzy dwiema wysoczyznami morenowymi - Równiną Warszawską i Wołomińską.
Od połowy XIV wieku była tutaj naturalną rzeką roztokową. Zaczęło się to zmieniać z chwilą rozpoczęcia jej regulacji w 1885 roku. W północnym rejonie miasta na odcinku od Saskiej Kępy do Bielan występuje przewężenie koryta wielkich wód znane jako gorset warszawski. Powyżej niego znajdują się łuk Wisły znany jako łuk siekierkowski Wisły oraz niespotykane nad środkową i dolną Wisłą, liczące około 7 km rozszerzenie tarasu zalewowego .
Wisła jest traktowana na ogół jako strefa korytowa tarasu zalewowego. Wśród form geomorfologicznych osadów rzecznych (aluwiów) tej strefy wyróżniają się m.in. kępy, duże odsypy (przewały i zaspy przykorytowe), obniżenia łach i dolinki przelewowe.
Wezbrania powodziowe mają pochodzenie roztopowe lub deszczowe.

## Taras zalewowy (I)
Dolinę Wisły budują tarasy rzeczne, czyli płaskie stopnie nachylone zgodnie ze spadkiem rzeki. Jej najniższą centralną część stanowi taras zalewowy (I), którego środkiem płynie rzeka Wisła.
Koryto Wisły jest traktowane jako odrębna jednostka lub częściej jako część tarasu. Na obszarze tarasu zalewowego wyróżniane są wtedy dwie strefy fluwiodynamiczne:
- strefa korytowa
- strefa łęgowa (łąkowa) – od krawędzi koryta do krawędzi tarasu nadzalewowego lub skarpy warszawskiej.

## Regulacja koryta Wisły
Od połowy XIV wieku Wisła w Warszawie była naturalną rzeką roztokową. Zaczęło się to zmieniać w 1885 roku, kiedy to rozpoczęto jej regulację według projektu inż. Jakuba Kostenieckiego. Najpierw w okolicach ówczesnego ujścia Wilanówki (Łachy Siekierkowskiej) zawężono i przesunięto nurt rzeki w kierunku jej lewego brzegu, wtedy jeszcze przy pomocy poprzecznych i podłużnych tam faszynowych oraz plantacji wikliny, potem na przestrzeni ponad stu lat wyprostowano i zawężono koryto w rejonie Śródmieścia. Prace regulacyjne w Warszawie polegały głównie na:
- powiązaniu kęp z powiślami, wskutek czego kępy na odcinku około 20 km przestały istnieć[4],
- wyprostowaniu i utrwaleniu krawędzi (zerw brzegowych) przy pomocy opasek[4],
- wybudowaniu ostróg (tam poprzecznych)[4]. Budowę ostróg żelbetowych rozpoczęto w 1968 roku[8].

Ostrogi i opaski spowodowały zawężenie koryta średniej i niskiej wody na odcinku około 20 km do około 200 m.
Roztokowy charakter rzeka zachowała jedynie na północy i południu Warszawy. Wisła tworzy również odgałęzienia boczne.
|  |  |

## Szerokość

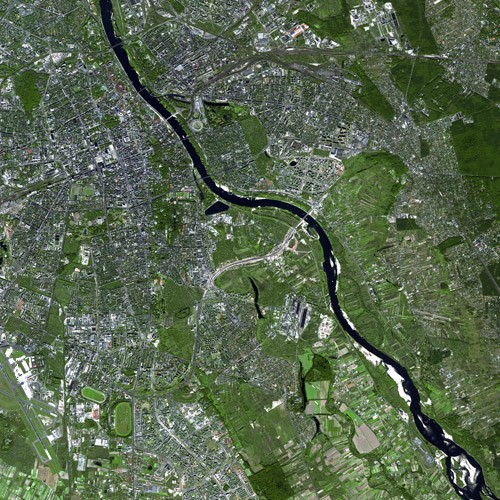
Łuk siekierkowski Wisły.

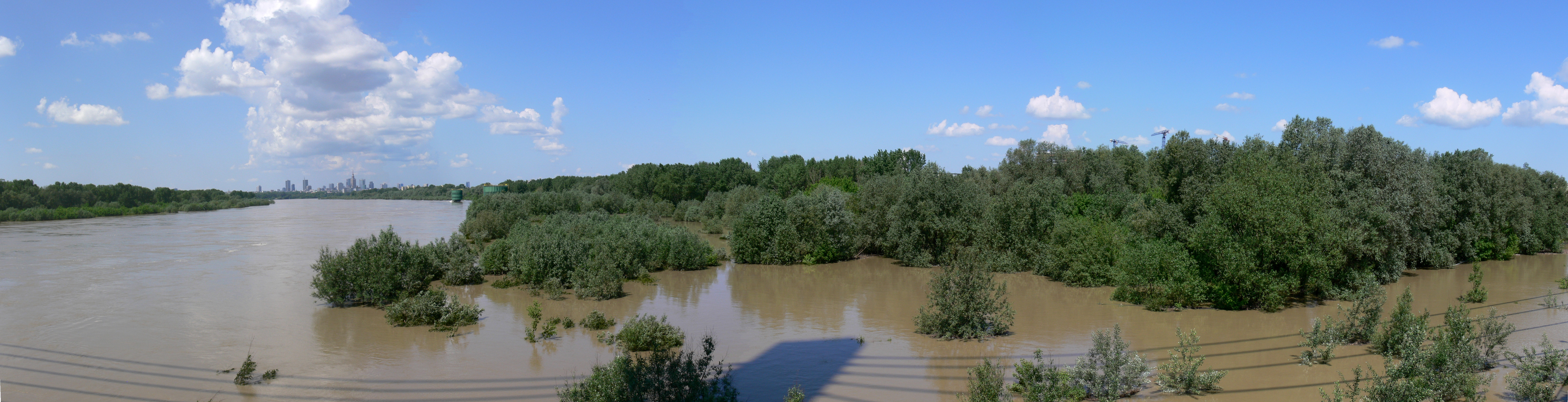
Międzywale zalane przez wody powodziowe. Widok z mostu Siekierkowskiego, 2010 rok.

Na południu miasta szerokość koryta wielkich wód Wisły dochodzi do około 1,4 km, w północnym rejonie na odcinku od Saskiej Kępy do Bielan wynosi 400–600 m. To przewężenie koryta wielkich wód znane jest jako gorset warszawski (hydrotechniczny gorset warszawski, gorset geomorfologiczny Wisły). Charakteryzujące ono się wzmożoną fluwiodynamiką. Na jego powstanie złożyły się:
- naturalna budowa geologiczna[2] prawego brzegu rzeki, czyli odporne na erozję przyczółki geologiczne (progi[4]) na odcinku około 10 km pomiędzy mostem Śląsko-Dąbrowskim a Młocinami[3], zwłaszcza praski[2][3], oprócz niego golędzinowski[3], żerański[2][3] i tarchomiński[2][3]. Są one uformowane na krawędzi tarasu nadzalewowego Praskiego[2][4]. Były one w przeszłości miejscami przepraw[3].
- obiekty hydrotechniczne[3] – w Śródmieściu przy niskich oraz średnich stanach wód koryto jest zawężone ostrogami (tamami poprzecznymi) i przepaskami do około 200 m[4].

Wody powodziowe spiętrzane tuż powyżej tego odcinka doprowadziły do utworzenia łuku Wisły o promieniu około 3 km, znanego jako łuk siekierkowski Wisły, położonego pomiędzy Siekierkami na lewym a Lasem na prawym brzegu rzeki. Innym skutkiem jest niespotykane nad środkową i dolną Wisłą, liczące około 7 km rozszerzenie współczesnego tarasu zalewowego powyżej gorsetu warszawskiego.

## Głębokość

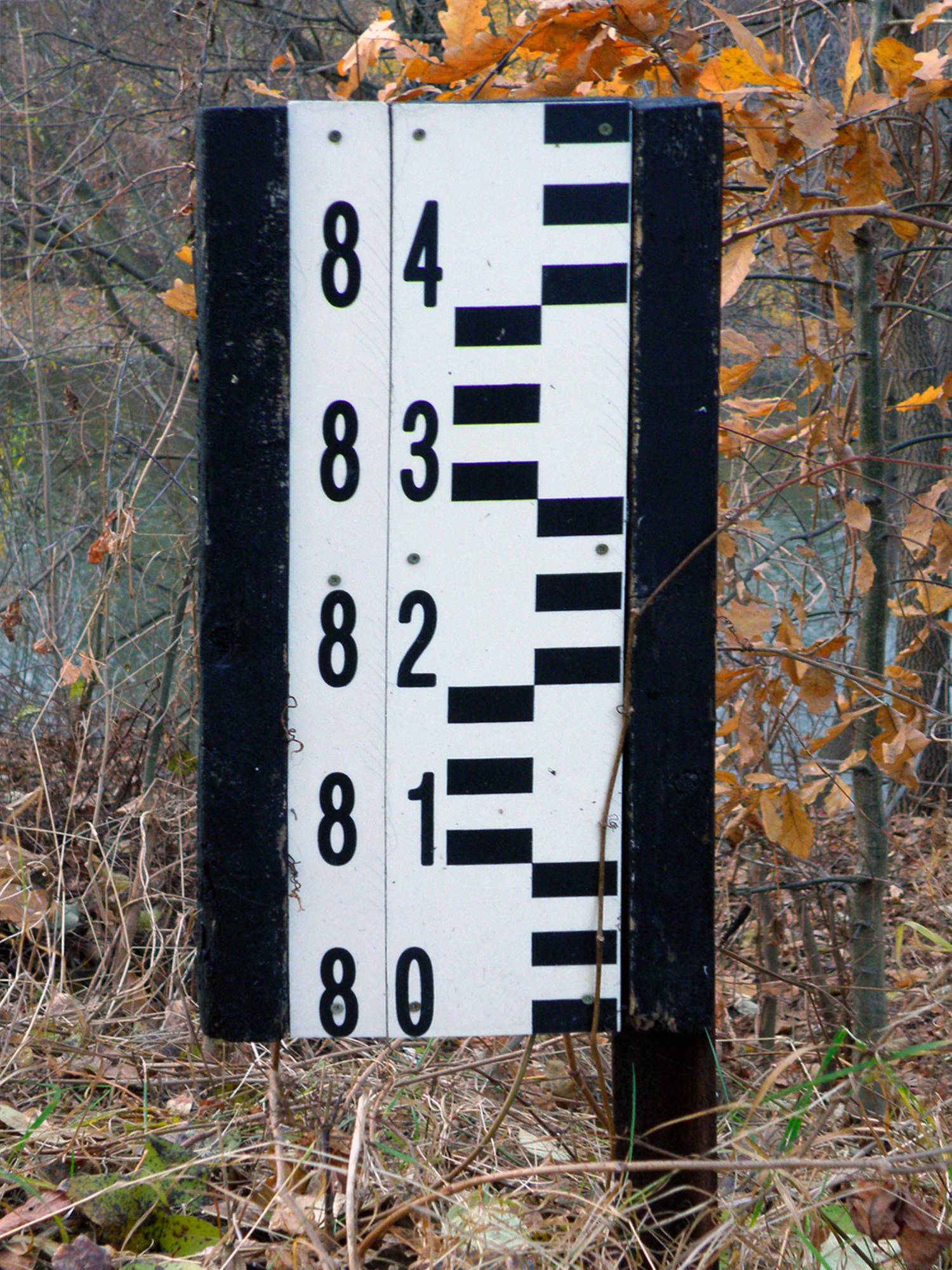
Wodowskaz w Porcie Praskim.

W czasie niskich stanów głębokość nurtu najbardziej dynamicznych strumieni Wisły wynosi około 2 m, w czasie stanów wysokich dochodzi do około 7 m, a lokalnie głębokość rzeki wzrasta wtedy nawet do 15 m. Wahania zwierciadła wody w Wiśle wynoszą około 8 metrów.
Przy wysokich stanach wody Wisła często wylewa się na znajdującą się w międzywalu część tarasu zalewowego. Natomiast przy niskim poziomie wody kępy wiślane wystają 2-5 metrów powyżej niego, wyłaniają się też nieustabilizowane niższe kępy oraz piaszczyste odsypy korytowe.
W wyniku nadmiernej eksploatacji piasku powyżej gorsetu po drugiej wojnie światowej powstał w dnie rzeki tak zwany wybój warszawski. Poskutkowało to obniżeniem zwierciadła niskich wód Wisły o 2 m oraz obniżeniem poziomu wód gruntowych w okresie niskich stanów wody oraz pojawieniem się ujemnych wskazań wodowskazu. To ostatnie poprawiono obniżając w 1959 roku jego rzędną „0” z 78,129 do 76,377 m n.p.m.
Obecnie eksploatacja kruszywa (piasków) z dna Wisły w Warszawie odbywa się w 4 punktach. Wydobyte piaski wykorzystywane są w budownictwie.

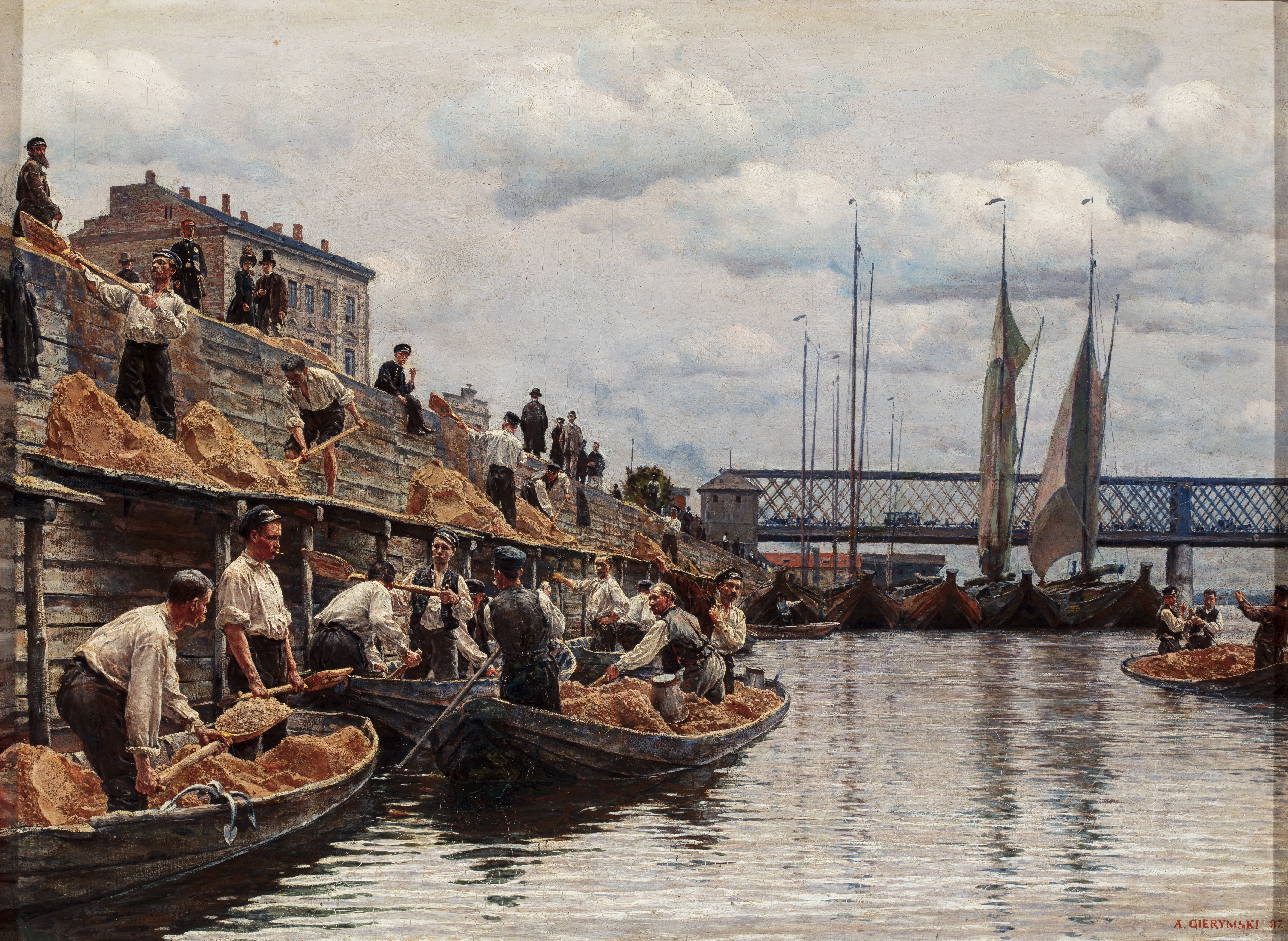
Aleksander Gierymski, Piaskarze, 1887.
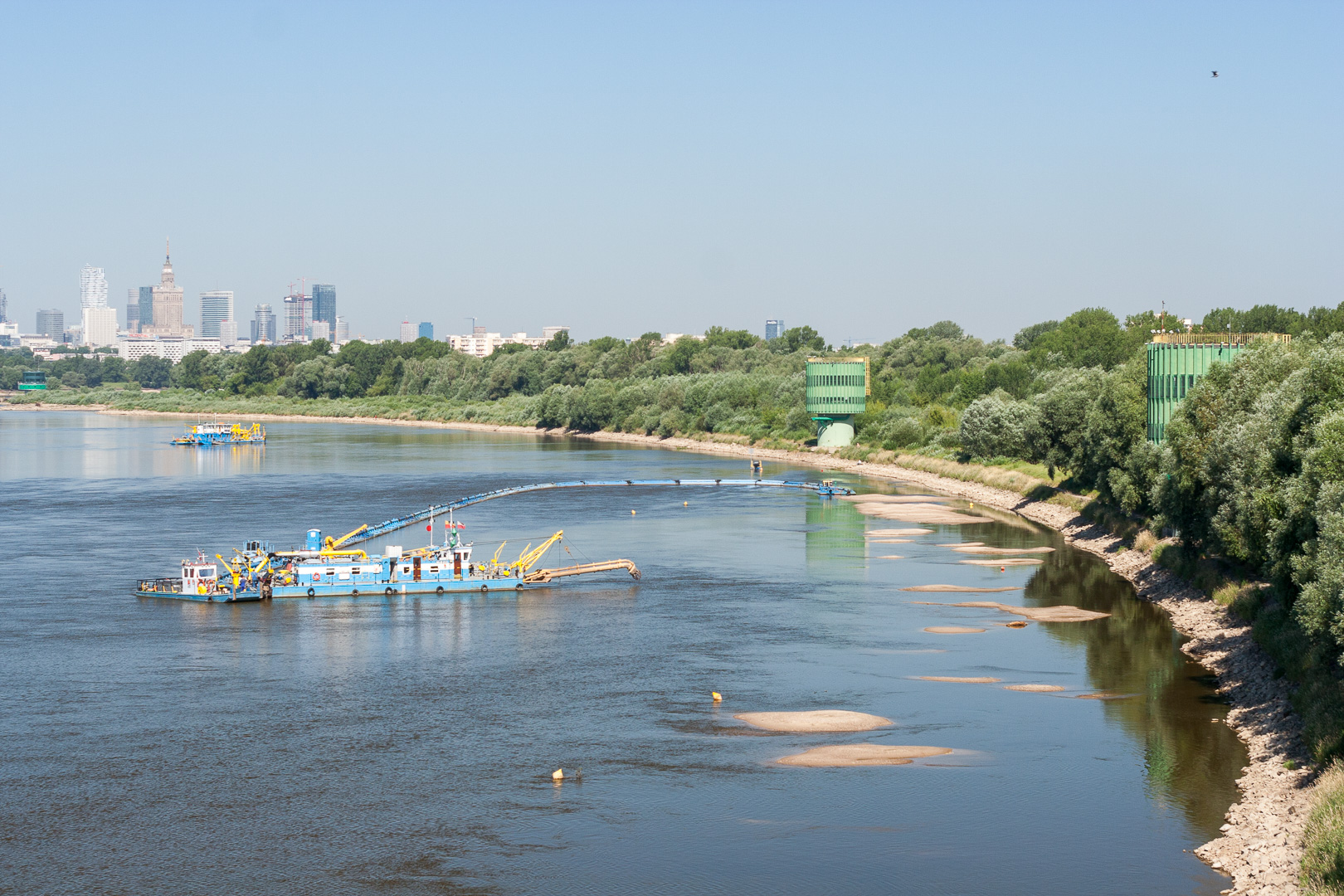
Pogłębiarka „Sawa”. Widok z mostu Siekierkowskiego.

## Wezbrania powodziowe

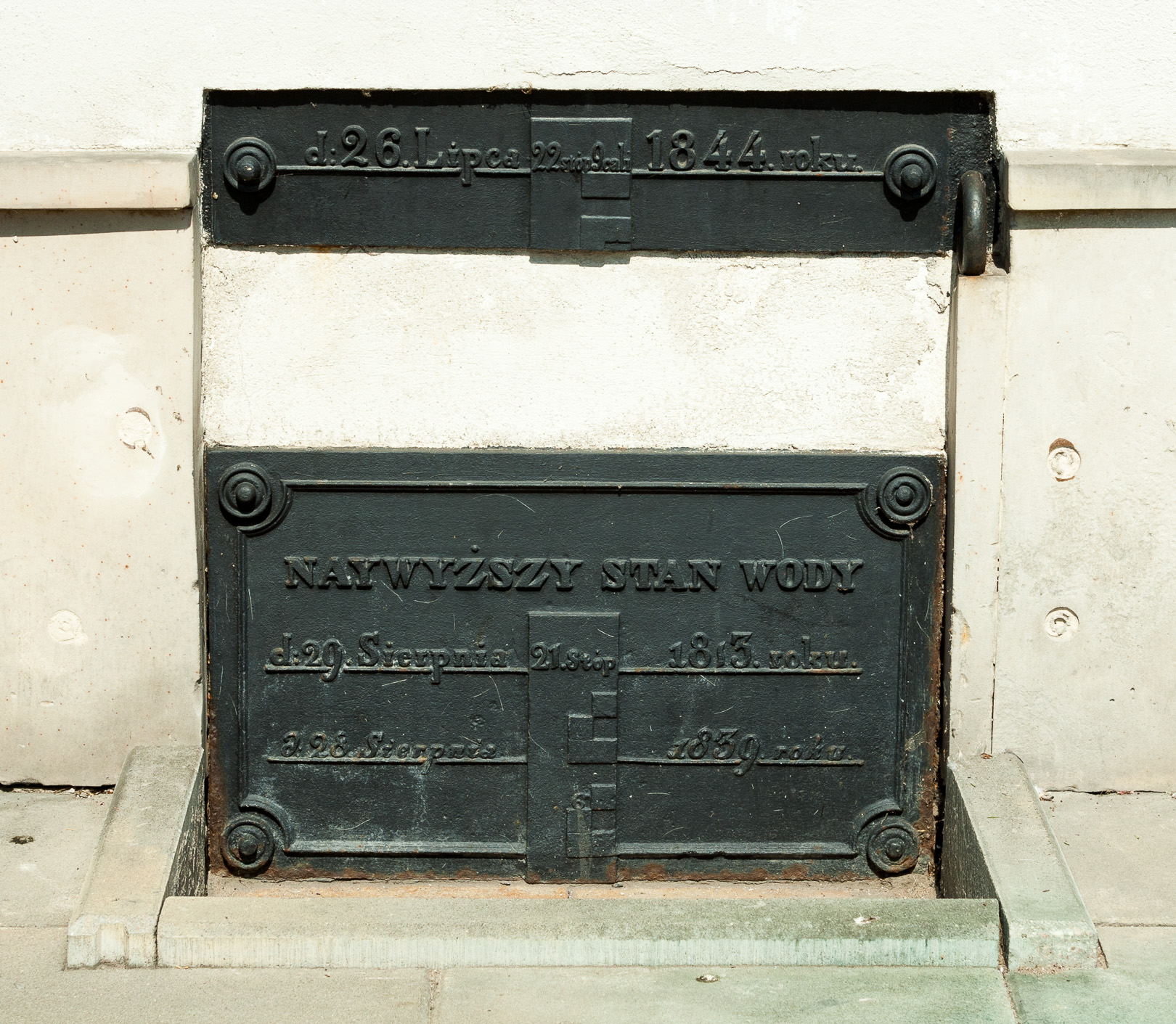
Tablice na ścianie dawnej Komory Wodnej na Pradze Północ z zaznaczonym poziomem wody podczas powodzi 1844, 1813 i 1839 r.

Wezbrania powodziowe mają pochodzenie:
- roztopowe, luty-kwiecień (zwykle marzec), mogą powodować powstawanie zatorów lodowych
- deszczowe, rzadsze, zwykle koniec lipca („jakubówki”) lub czerwca („świętojanki”)

Jesienią występują niskie stany wód czyli niżówki.
Od rozpoczęcia pomiarów poziomu wody w Warszawie w 1799 r. najwyższe stany Wisły zanotowano w latach 1844, 1813, 1867, 1855, 1839, 1960, 1962, 1891, 1903, 1845, 1884, 1947, 1924, 1838, 1889, 1934, 1980, 2001, 2005, 1997 (uszeregowane od najwyższego 863 cm do najniższego 646 cm). W 1813 roku w Europie miała miejsce największa powódź XIX wieku. Również w Polsce na Wiśle jej zasięg był największy (do 1934 roku), została zalana też znaczna część Warszawy. Najwyższy stan kulminacyjny w Warszawie zanotowano w 1844 roku, w 1934 roku na lewym brzegu Wisły wystąpiła katastrofalna powódź pomimo wybudowania wałów przeciwpowodziowych.
Most Zygmunta Augusta, pierwszy most stały w Warszawie, ukończony w 1573 roku, został zniszczony przez powódź w 1603 roku. Większość następnych powstałych do początku XIX wieku przetrwała jeszcze krócej. Potem przez jakiś czas były używane mosty łyżwowe.

## Strefy sedymentacji osadów rzecznych
Wyróżnia się strefy sedymentacji:
- korytowej
Obejmuje koryto Wisły pomiędzy jego krawędziami (zerwami brzegowymi)[3][4]. W niej wyodrębnia się rejony sedymentacji osadów rzecznych: przemiałowy, zastoiskowy, koryciskowy, kępowy, dziarnowy, płyciznowy, wybojowy, buforowy i osypiskowy[3].
- łęgowej
Obejmuje współczesny taras zalewowy (Ia) poza strefą korytową, czyli obszar od krawędzi koryta aż do skarpy tarasu nadzalewowego Praskiego[3][4] lub skarpę warszawską[4]. W niej wyodrębnia się rejony sedymentacji: łęgowy, starorzeczowy (łachowy) i zboczowy. Największą powierzchnię zajmuje łęgowy. Tereny niechronione wałami raz-dwa razy w roku są tutaj zamulane osadami zawiesinowymi zalewów powodziowych[3].

Po wybudowaniu wałów przeciwpowodziowych sedymentacja łęgowa została przerwana, osady uległy stabilizacji, z kolei w strefie korytowej (wielkiej wody) uległy nasileniu procesy fluwiodynamiczne.
Żółtawo-brunatne zabarwienie wodzie w Wiśle nadaje mineralny materiał pyłowo-ilasty.

## Formy geomorfologiczne aluwiów
Wyróżnia się następujące formy geomorfologiczne osadów rzecznych (aluwiów):
- odsypy piasków kwarcowych (90% powierzchni dna)
  - formy tranzytowe, czyli przemieszczające się z prądem
smugi, zmarszczki, fałdy, fale, wstęgi
  - formy stacjonarne, pozostające w miejscu
    - przykosowe - m.in. dominujące w korycie rozległe wydmopodobne przewały, opisane dalej.
    - wybojowe - wypełniają zagłębienia dna (wyboje), np. zwały klinowe i dziarnowe.
    - pryzmowe - charakterystyczne wzniesienia, np. zaspy tylne, brzegowe.
- namuły (10%)
  - telematyczne, czyli mady,
osadzane podczas okresowych zalewów.
  - limnetyczne (jeziorne),
osadzane na obszarach zalanych stale, np. w dnach starorzeczy.

### Przewały i wyspy wiślane

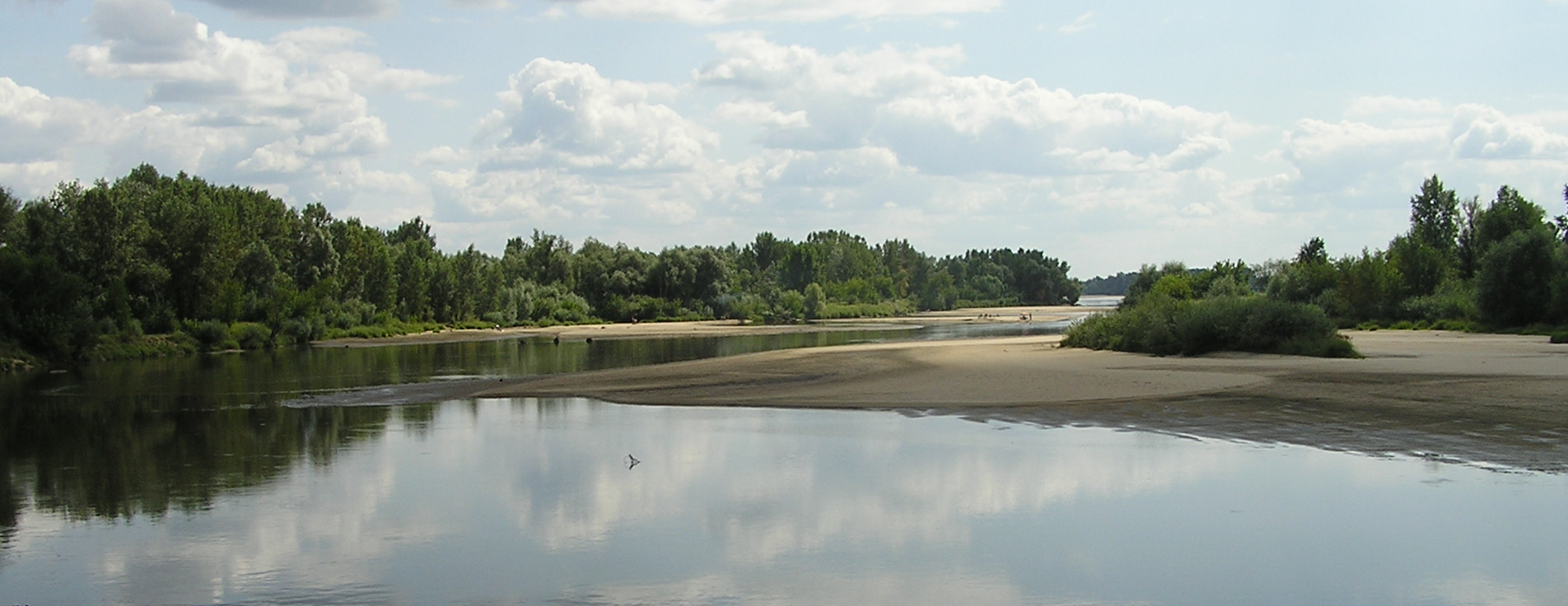
Rezerwat Wyspy Zawadowskie położony częściowo na południowym pograniczu Warszawy.

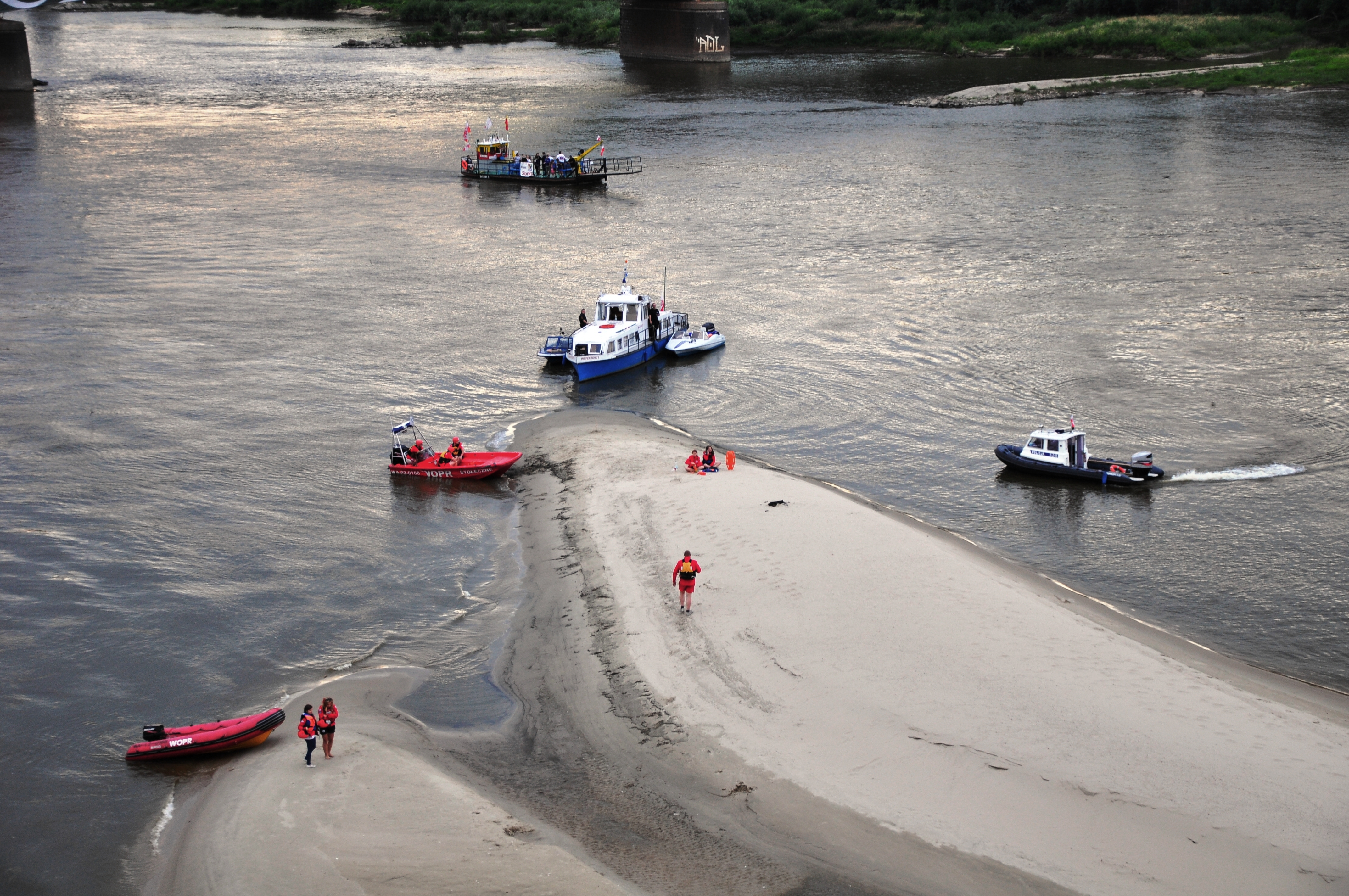
Przewał, dalej z prawej ostrogi (tamy poprzeczne zawężające koryto rzeki). Widok z mostu Poniatowskiego.

- Przewał[3], dalej z prawej ostrogi (tamy poprzeczne zawężające koryto rzeki[4]). Widok z mostu Poniatowskiego.przewał
 Zobacz też: Ławica
Powstaje w rejonie tak zwanej sedymentacji przemiałowej osadów rzecznych, dominującej na Wiśle. Wspomniana już wcześniej forma odsypów piaszczystych, podobnych do wydm, o długości od kilkudziesięciu do kilkuset metrów. Jej zbocze doprądowe (proksymalne) jest słabo nachylone, długie, czołowy stok zaprądowy (dystalny) krótki, narastający w dół rzeki. U jego podnóża znajduje się gwałtowne obniżenie dna (0,5–1 m) czyli przykosa, znane miejsce wielu utonięć[3][4].
- kępa, kępa wiślana
Charakterystyczna wyspa rzeczna[3], powstaje w rejonie tak zwanej sedymentacji kępowej osadów rzecznych[3]. Jej podstawę stanowią zwykle wyższe partie przewału, na których wiklina uformowała odporny na rozmycie inicjalny stabilizacyjny poziom festonowy[3][4]. Kępa zbudowana jest głównie z materiału piaszczystego, zawiera od jednego do kilku[4] poziomów festonowych korzeni i pędów wikliny lub podrostów drzew. W odsłonięciach zerw brzegowych widoczne są na przekroju warstwy piasków oraz zawierające materiał zawiesinowy (mady[4]). Osiąga ona wysokość do 4,5 m powyżej lustra wody w czasie stanów niskich. Może się na niej rozwijać las łęgowy wierzbowo-topolowy[3].
Największą kępą porośniętą wikliną w Warszawie jest kępa Wieloryb, położona między Miedzeszynem a osiedlem Las[3].

Należy tutaj zwrócić uwagę, że tak zwane rejony sedymentacji kępowej ciągną się również wzdłuż rzeki przylegając do krawędzi koryta wody brzegowej, nie obejmują więc w tym przypadku wysp.
- ostrów
Powstaje przez nadbudowanie poziomów festonowych kępy. Zbudowany jest głównie z namułów telematycznych (mad). Również osiąga wysokość do 4,5 m. Może się na nim rozwijać las łęgowy jesionowo-wiązowy, na wysokim, ukształtowanym grąd, np. dąbrowa[3].

Wśród form geomorfologicznych osadów rzecznych (aluwiów) strefy korytowej wyróżniają się m.in. kępy, w tym ich inicjalne zespoły festonowe, duże odsypy (przewały i zaspy przykorytowe), obniżenia łach i dolinki przelewowe. Największy wpływ na kształtowanie strefy korytowej mają przewały oraz roślinność łęgowa. Odsypy korytowe są widoczne przy niskich stanach wody, ustabilizowane kępy wystają wtedy aż 2–5 m powyżej jej zwierciadła.